# Деалу Бисеричи (Арђеш)
Деалу Бисеричи (рум. Dealu Bisericii) насеље је у Румунији у округу Арђеш у општини Уда. Oпштина се налази на надморској висини од 412 m.

## Становништво
Према подацима из 2002. године у насељу је живело 58 становника, од којих су сви румунске националности.